# Valea Stanciului (gmina)
Valea Stanciului – gmina w Rumunii, w okręgu Dolj, przy granicy z Bułgarią. Obejmuje miejscowości Horezu-Poenari i Valea Stanciului. W 2011 roku liczyła 5642 mieszkańców.